# Clayton Stanley
Clayton Stanley est un joueur américain de volley-ball, né le 20 janvier 1978 à Honolulu à Hawaï. Il mesure 2,05 m et joue attaquant. Il totalise 133 sélections en équipe des États-Unis.

## Clubs
| Club                  | Pays   | De        | À         |
| --------------------- | ------ | --------- | --------- |
| Panathinaikos Athènes | Grèce  | 2001-2002 | 2003-2004 |
| Iraklis Salonique     | Grèce  | 2004-2005 | 2005-2006 |
| Zenit Kazan           | Russie | 2006-2007 | 2009-2010 |
| Oural Oufa            | Russie | 2010-2011 | …         |

## Palmarès
- Jeux olympiques (1)
  - Vainqueur : 2008
- Ligue mondiale (1)
  - Vainqueur : 2008
- World Grand Champions Cup
  - Finaliste : 2005
- Jeux Pan-Américains
  - Finaliste : 2007
- Championnat d'Amérique du Nord (3)
  - Vainqueur : 2003, 2005, 2007
  - Finaliste : 2001
- Copa America (2)
  - Vainqueur : 2005, 2007
- Ligue des champions (1)
  - Vainqueur : 2008
  - Finaliste : 2005, 2006
- Coupe de la CEV
  - Vainqueur : 2004
- Championnat de Russie (3)
  - Vainqueur : 2007, 2009, 2010
- Championnat de Grèce (2)
  - Vainqueur : 2004, 2005
  - Finaliste : 2006
- Coupe de Russie (2)
  - Vainqueur : 2007, 2009
- Coupe de Grèce (1)
  - Vainqueur : 2004
- Supercoupe de Grèce (1)
  - Vainqueur : 2005